# هارفارد يارد
هارفارد يارد (بالإنجليزية: Harvard Yard)‏، في كامبريدج، بماساتشوستس، هي أقدم جزء من حرم جامعة هارفارد، ومركزها التاريخي ومفترق طرق حديث. تحتوي على معظم مساكن الطلاب الجدد وأهم مكتبات جامعة هارفارد وكنيسة ميموريال والعديد من مباني الفصول الدراسية والأقسام ومكاتب كبار مسؤولي الجامعة بما في ذلك رئيس جامعة هارفارد.

## معرض الصور

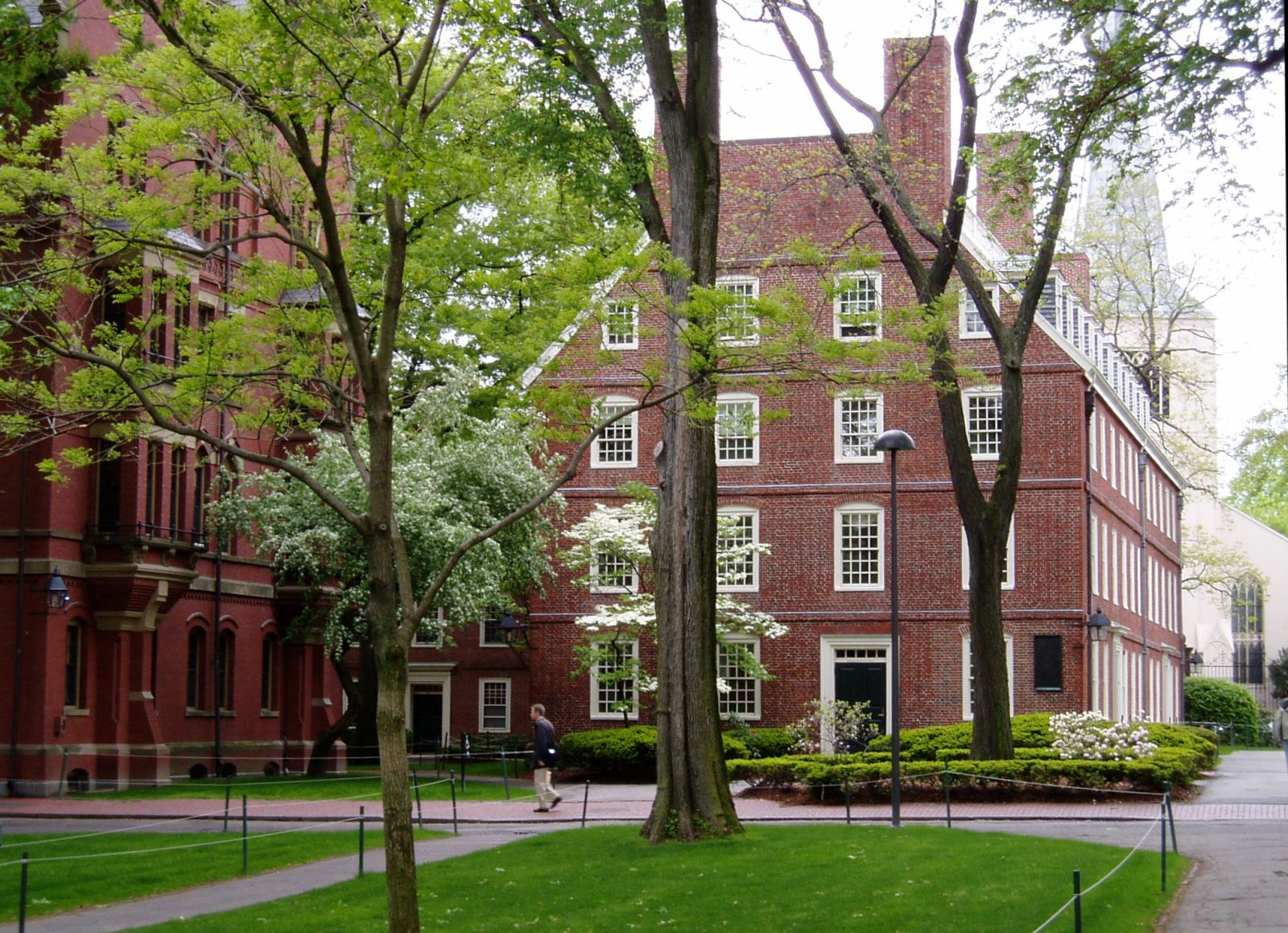
Massachusetts Hall
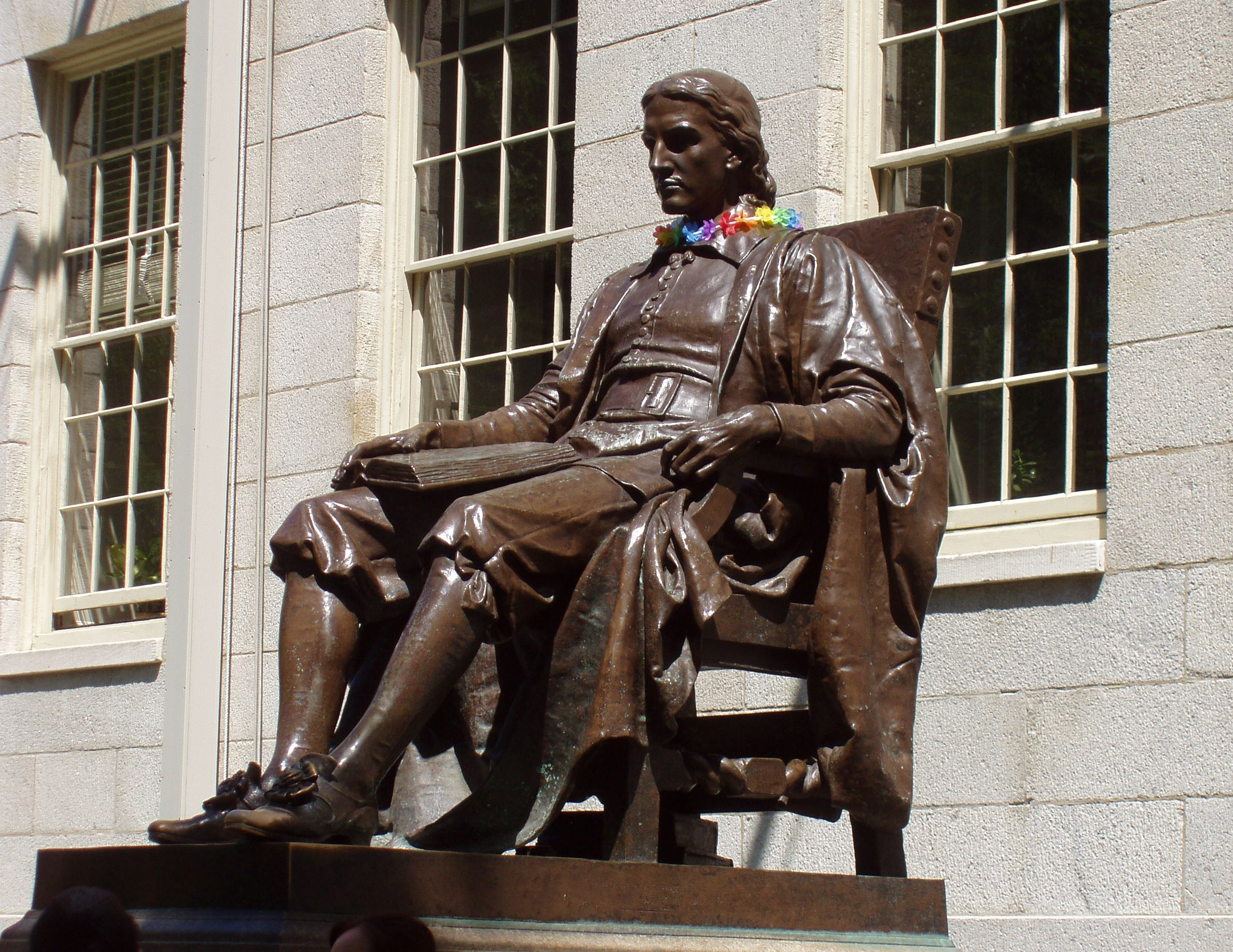
John Harvard statue
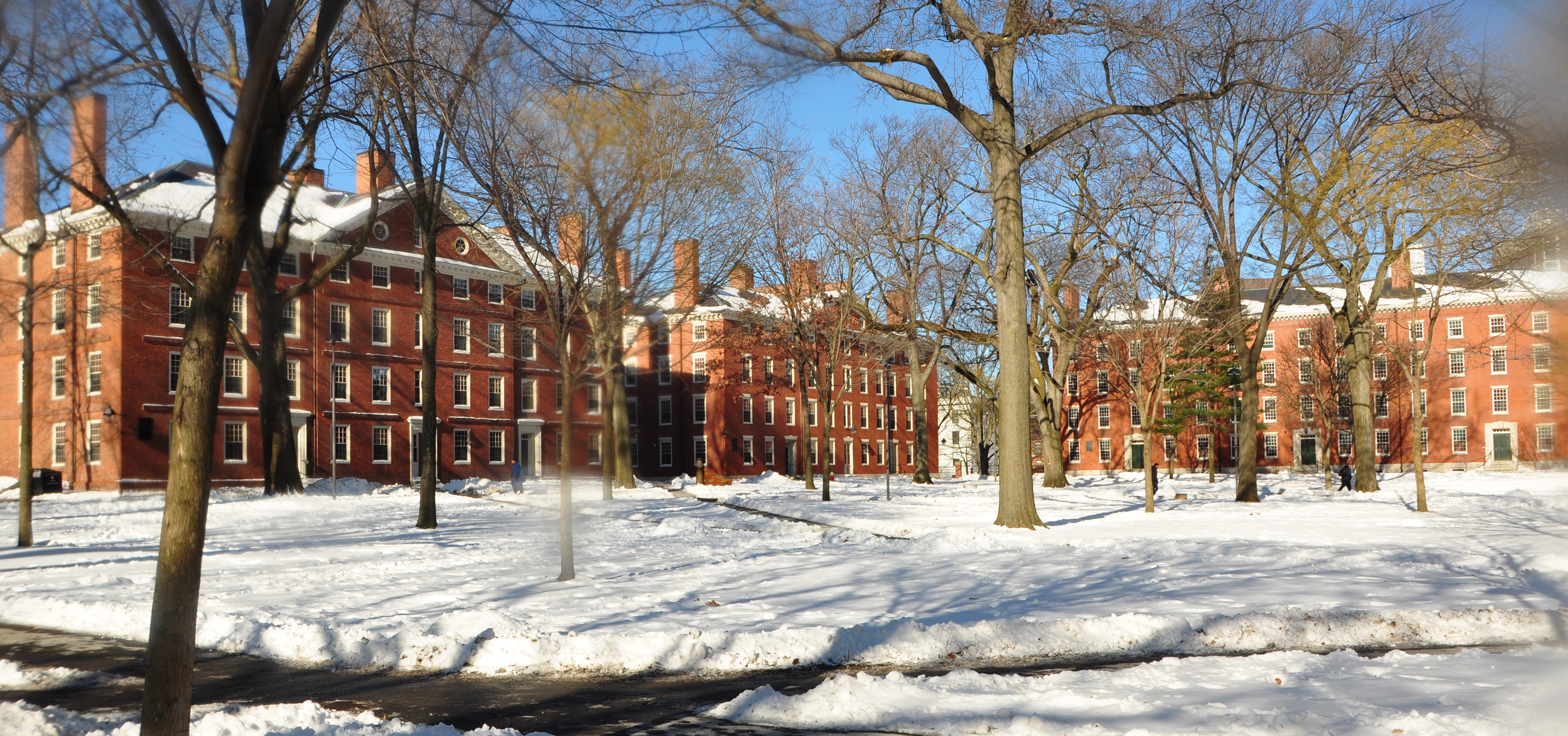
هارفارد يارد في الشتاء
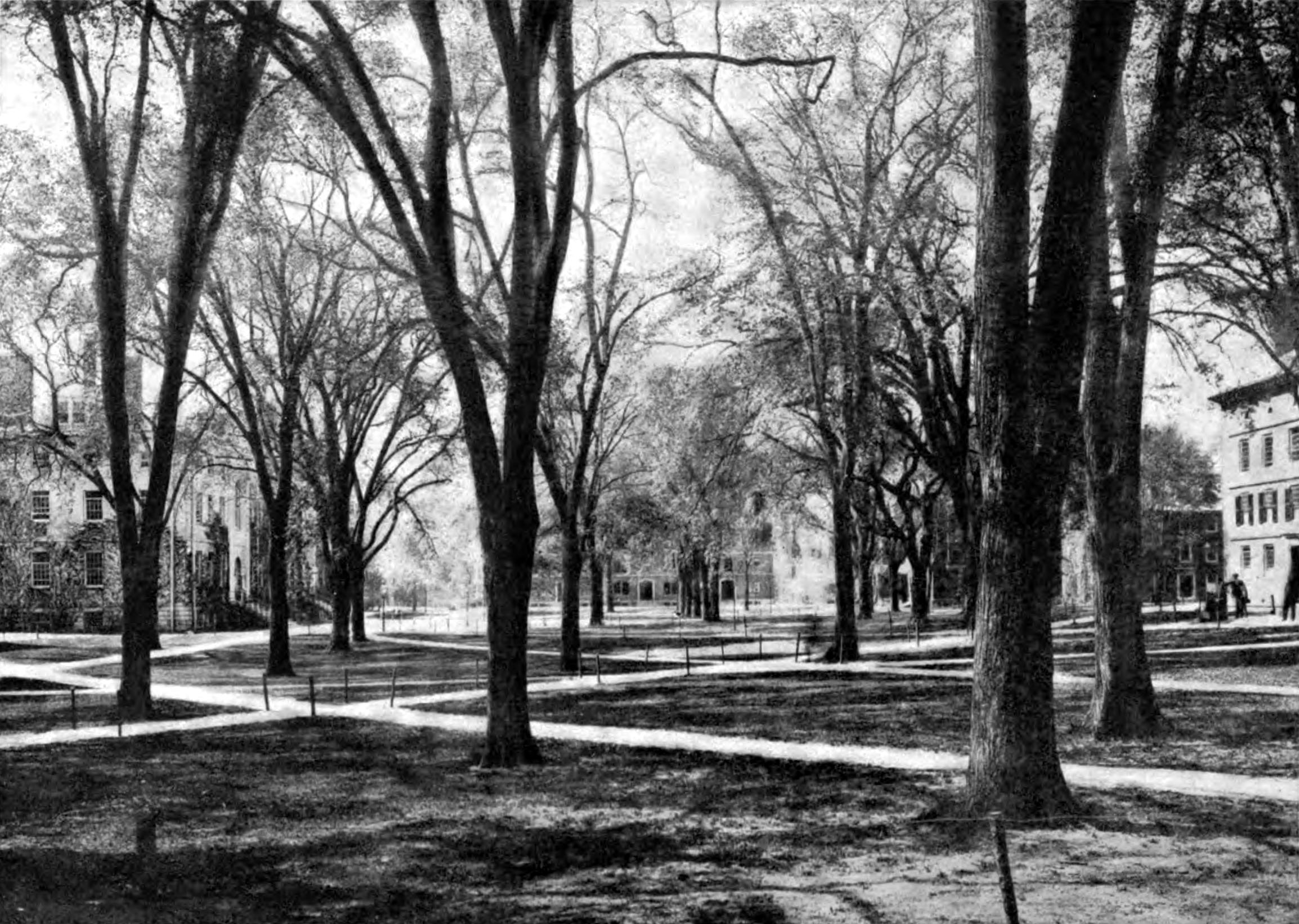
عام 1920
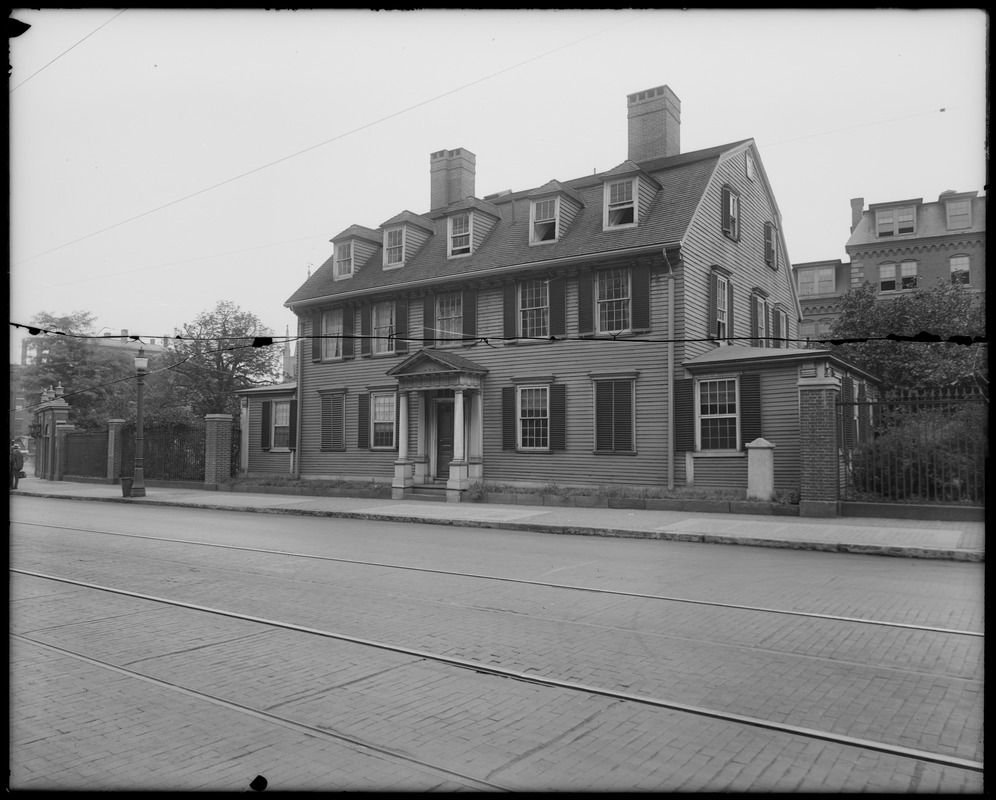
منزل وادزورث، 6 أغسطس 1920. مكتبة بوسطن العامة، قسم الفنون